# الاستدلال الاستدحاضي (قابل للدحض)
في فلسفة المنطق ، الاستدلال الاستحاضيّ هو نوع من الاستدلال المؤقت الذي يكون مقنعًا عقلانيًا، رغم أنه ليس صحيحًا استنتاجيًا .  يحدث هذا عادةً عند تقديم قاعدة، ولكن قد تكون هناك استثناءات محددة للقاعدة، أو فئات فرعية تخضع لقاعدة مختلفة. يمكن العثور على الحجج الاستدحاضية في الأدبيات التي تهتم بالجدال وعملية الجدال، أو التفكير الاستدلالي .
الاستدلال الاستدحاضيّ هو نوع معين من الاستدلال غير التوضيحي ، حيث لا ينتج الاستدلال توضيحًا كاملاً أو شاملاً أو نهائيًا للادعاء، أي حيث يتم الاعتراف بإمكانية الخطأ وإمكانية تصحيح الاستنتاج. بعبارة أخرى، فإن الاستدلال الاستدحاضي ينتج جملةً أو إدعاءً إمْكانَوِيّ . إن الاستدلال الاستدحاضي هو أيضًا نوع من الاستدلال التوسعي لأن استنتاجاته تتجاوز المعاني الصرفة للمقدمات.
إن التفكير الاستحاضي يجد تعبيره الكامل في الفقه ، والأخلاق والفلسفة الأخلاقية ، ونظرية المعرفة ، والبراغماتية ، والاتفاقيات المحادثة في اللغويات ، ونظريات القرار البنائية ، وفي تمثيل المعرفة والتخطيط في الذكاء الاصطناعي . كما يتم التعرف عليه عن كثب مع الاستدلال الظاهري (الافتراضي) (أي الاستدلال على "وجه" الدليل)، والاستدلال الافتراضي (أي الاستدلال على أن كل الأشياء أو العوامل "متساوية").
وفقًا لبعض مدارس الفلسفة على الأقل، فإن كل الاستدلالات هو اصلاً استدلالات استدحاضية على الأكثر، ولا يوجد شيء مطلق اليقين كما الاستدلال الاستنباطي، لأنه من المستحيل أن نكون متأكدين تمامًا من كل الحقائق، أو أن نعرف على وجه اليقين أن لا شيء غير معروف. ولذلك؛ فإن كل الاستدلال استنباطي هو في الواقع امكانيّ (contingent) واستدحاضي.